# York Chocolate

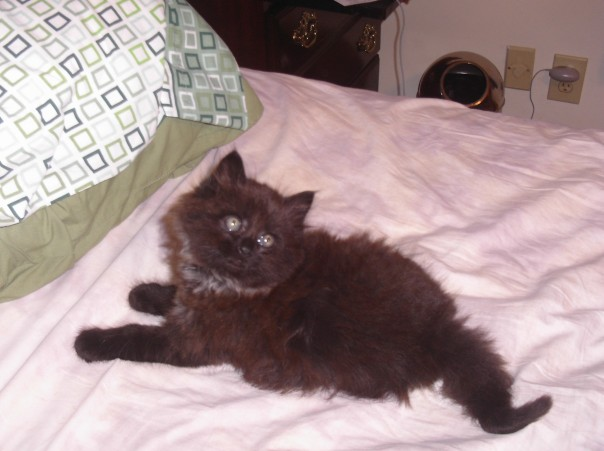
Kociak York Chocolate

York Chocolate (York czekoladowy) – rasa kota półdługowłosego pochodząca ze Stanów Zjednoczonych.

## Budowa ciała
Głowa yorka czekoladowego jest w kształcie ściętego trójkąta, bardziej podłużna niż szersza. Oczy w kształcie migdała, złociste, zielone lub intensywnie brązowe (orzechowe). Uszy duże, szeroko rozstawione, ciało smukłe i podłużne, mimo to silne.

## Umaszczenie
Wzorzec dopuszcza cztery odmiany umaszczenia: czekoladowy, czekoladowy z bielą, liliowe oraz liliowe z bielą. U kociąt kolory są jaśniejsze, mogą nosić oznaki pręgowania i nakrapiania. U jednobarwnych osobników dopuszcza się białą plamę na brzuchu lub piersiach. Za to u dwukolorowych biały znajduje się na kołnierzu, łapach, brzuchu i często na obliczu.

## Charakter
Kot umiarkowanie reagujący i cichy, o średnich wymaganiach uwagi, czuły wobec członków rodziny, pozwalający sobą manipulować, lubi też drzemać na kolanach. Wobec obcych zachowuje się z rezerwą, niekiedy nieco nieśmiały, ale łagodny i towarzyski. Z powodu skłonności do chodzenia ze swym panem, przezwany kotem satelitą